# 厄立特里亚独立战争
厄立特里亚独立战争指的是1961年至1991年期间厄立特里亚为脱离埃塞俄比亚而发起的独立战争。这场战争在埃塞俄比亚内战之前就已爆发，在内战之中仍然在继续。埃塞俄比亚内战结束后不久，厄立特里亚自治政府在联合国的主持下发起公投，正式脱离埃塞俄比亚独立建国。

## 过程
厄立特里亚在第二次世界大战期间曾是意大利殖民地的一部分，后来与埃塞俄比亚同时从意属东非殖民统治下解放出来。埃塞俄比亚当局宣称厄立特里亚是埃塞俄比亚的领土，1950年代初，埃塞俄比亚和厄立特里亚组成了埃塞俄比亞和厄立特里亞聯邦，获得联合国大会的承认。
在皇帝海尔·塞拉西一世强行把厄立特里亚作为埃塞俄比亚的一个省之前，厄立特里亚的独立运动势力一直存在着，厄立特里亚西部低地的穆斯林哈米德·伊德里斯·阿瓦特率领的13名游击队于1961年9月1日打响反抗埃塞俄比亚的战争，衣索比亞皇室壓迫穆斯林也成為厄立特里亞用武力手段尋求獨立的原因，因為主導獨立戰爭的厄立特里亞解放陣線（ELF）初期只有穆斯林加入，但在厄立特里亞正式被兼併後，原生活在厄立特里亞高原的基督徒紛紛加入厄解阵，後成立厄立特里亞人民解放陣線（EPLF）。
随后亲苏的门格斯图推翻君主制上台执政，而厄解阵（ELF）和厄人阵（EPLF）在1974年的士兵总数不超过2500人，武器也十分落后，然而在一些阿拉伯穆斯林国家的支持下，到1977年则发展成为一支4万人左右、拥有重武器的常规武装力量。他们在1977年便占领了厄立特里亚大部分地区，将埃塞军队围困在若干城镇中。但是在苏联的军事援助下，埃塞军政府在1978—1979年重新夺取了厄立特里亚主要地区，厄人阵和厄解阵不得不撤退到北部山区。厄人阵和厄解阵之后爆发了冲突，厄解阵被厄人阵所击败。此后，埃塞军队围绕厄人阵在萨赫勒的后方基地展开了反复争夺。厄人阵先后打退了埃塞军队九次围剿。其中埃塞军队1982年发动的“红星战役”持续了近四个月，被认为是第二次世界大战后非洲大陆发生的最大规模战斗之一，参加战役的埃塞军队规模达到15万人。
1980年代苏联采用开放政策并开始经济改革，渐渐断绝了对埃塞俄比亚的帮助。战争的僵持状态一直持续到1988年，厄人阵重新将埃塞军队围困在主要城市之中，直至1991年才将埃塞军队完全赶出厄立特里亚。埃塞俄比亚人民革命民主阵线也在厄立特里亚人民解放阵线的帮助下推翻了门格斯图政权。之后主导埃塞政局的提格雷人民解放阵线支持厄立特里亚的独立。1993年4月，在联合国主持下，厄立特里亚举行全民公投，几乎全体一致地支持从埃塞俄比亚独立。埃塞俄比亚承认了公投的合法性，厄立特里亚获得独立。